# Fat White Family
Fat White Family je anglická hudební skupina, jejímž frontmanem je zpěvák Lias Kaci Saoudi. Vznikla v roce 2011 ve čtvrti Peckham v Jižním Londýně.
První album s názvem Champagne Holocaust kapele vydalo v roce 2013 vydavatelství Trashmouth Records (následujícího roku vyšlo i v USA, zde jej vydala společnost Fat Possum Records). Svou druhou desku Songs for Our Mothers kapela vydala roku 2016. Obsahuje mj. píseň „Whitest Boy on the Beach“, která později zazněla ve filmu T2 Trainspotting (2017). V roce 2016 z kapely odešel jeden ze zakládajících členů, kytarista Saul Adamczewski, později se vrátil a znovu odešel. Třetí album Serfs Up! vyšlo roku 2019 ve vydavatelství Domino Recording Company. Roku 2022 vyšla o kapele kniha Ten Thousand Apologies: Fat White Family and the Miracle of Failure, kterou napsal Lias Saoudi spolu s Adelle Stripeovou. V roce 2024 vydali své čtvrté album Forgiveness Is Yours.
V květnu 2017 vystoupila celá skupina jako jeden z hostů při koncertu velšského hudebníka Johna Calea v Liverpoolu. S Calem rovněž spolupracovala na nahrávce písně „The Legal Status of Ice“, jež vyšla až několik let po svém vzniku na albu Mercy (2023).

## Diskografie
- Champagne Holocaust (2013)
- Songs for Our Mothers (2016)
- Serfs Up! (2019)
- Forgiveness Is Yours (2024)